# My Hometown
"My Hometown" je pjesma Brucea Springsteena s njegova albuma Born in the U.S.A. iz 1984. i ujedno jedan od sedam rekordnih singlova s albuma koji su se probili među deset najuspješnijih. Pjesma je zauzela 6. mjesto na Billboardovoj ljestvici Hot 100. Temeljena je na sintesajzeru, sporog je tempa, a ističe se Springsteen na vokalu.

## Stihovi
Stihovi pjesme počinju s protagonistovim sjećanjima na svog oca koji mu usađuje ponos na obiteljski rodni grad. Iako se isprva čini kako je pjesma nostalgični pogled na protagonistovo djetinjstvo, pjesma nakon toga opisuje rasno nasilje i ekonomsku depresiju kojoj svjedoče adolescent i srednjovječni čovjek. Završava s protagonistovom izjavom kako se nada da će iseliti obitelj iz grada.
Neki od prizora iz pjesme potječu izravno iz Springsteenovih iskustava tijekom odrastanja u Freehold Boroughu u New Jerseyju, posebno rasne napetosti u New Jerseyju šezdesetih i ekonomske tenzije iz istog vremena.

## Analiza
"My Hometown" je suprotnost u odnosu na pjesme kao što je "Small Town" Johna Mellencampa, koja teži romantizirati teškoće odrastanja u ruralnoj Americi. Uz to, "My Hometown" je vjerojatno jasnija predodžba tema prezentiranih u naslovnoj pjesmi albuma iz koje potječu. Iako je "Born in the U.S.A." bombastičnija pjesma, slušatelji često ne primjećuju njezino nepovjerenje prema slijepom domoljubju i nostalgiji. Takve ideje s lakoćom se primjećuju na "My Hometown".
Glazbeni spot za "My Hometown" bilo je izravno snimanje izvedbe pjesme na koncertu Springsteena i E Street Banda na kraju Born in the U.S.A. Toura. Spot se sastojao od usporenih isječaka Springsteena i drugih članova sastava. Iako nije bio vizualno uzbudljiv, emitirao se na MTV-u.

## Popis pjesama
1. My Hometown - 4:33
2. Santa Claus Is Comin' to Town - 4:27

B-strana singla, "Santa Claus Is Comin' to Town", bila je polukomična koncertna snimka božićne pjesme Springsteena i E Street Banda od 12. prosinca 1975. na C. W. Post Collegea na Long Islandu u New Yorku. Dugo poznata Springsteenovim obožavateljima radi radijskog emitiranja, prethodno je bila objavljena na slabo poznatom dječjem albumu In Harmony 2 iz 1981.; ovaj put je bila objavljena jer je originalni singl izlazio u božićno vrijeme.

## Povijest koncertnih izvedbi
"My Hometown" je bila jedna od središnjih pjesama na koncertima Born in the U.S.A. Toura u aranžmanu sličnom onom s albuma. Springsteen je nekad radio uvod u pjesmu pričom o visokom spomeniku veteranima ispred suda u Freeholdu.
"My Hometown" nije se pojavljivala tijekom Tunnel of Love Express Toura, ali se nakon toga iste godine pojavila na svih dvadeset koncerata Human Rights Now! Toura, gdje se obraćala ljudima koji su pokušavali preuzeti odgovornost za vlastitu slobodu. Od tada je izvođena više ili manje na raznim Springsteenovim turnejama; pjesma je jedna od onih koje spadaju u repertoar koji Springsteen koristi ovisno u ugođaju koncerta ili lokaciji. Pjesma je do 2008. izvedena oko 260 puta.

## Vanjske poveznice
- Stihovi "My Hometown"  Arhivirana inačica izvorne stranice od 26. kolovoza 2006. (Wayback Machine) na službenoj stranici Brucea Springsteena